# Anna Katharina Schmid
Anna Katharina Schmid (* 2. Dezember 1989) ist eine Schweizer Stabhochspringerin. 2007 gewann sie bei den Junioreneuropameisterschaften im holländischen Hengelo die Bronzemedaille und qualifizierte sich für die Weltmeisterschaften in Osaka. Im gleichen Jahr wurde sie zur Schweizer Leichtathletik-Newcomerin des Jahres und Schweizer Leichtathletik-Youngster des Jahres gewählt.
Im folgenden Jahr hatte sie mit gesundheitlichen Problemen zu kämpfen. Ende Oktober 2008 erklärte sie im Alter von nur knapp 19 Jahren ihren Rücktritt vom Spitzensport mit den Worten: «Die Leichtathletik gehört auf meinem zukünftigen Weg nicht mehr dazu». Im Juni 2010 gab sie aber am Swiss-Meeting in Genf ihr Comeback, an der European Team Championship (Second League) in Belgrad im gleichen Monat schaffte sie die Qualifikation für die Europameisterschaften, wo sie sich für den Final qualifizieren konnte. An den U23-Europameisterschaften 2011 verpasste sie als Vierte die Medaillen nur knapp, einige Tage später schaffte sie die Limite für die Weltmeisterschaften 2011.
Bevor Schmid im Sommer 2004 zur Leichtathletik wechselte, war sie im Kunstturnen aktiv. Schmid studiert Medizin und wohnt im ehemaligen Amtsbezirk Konolfingen. Sie startete vor ihrem Rücktritt für den LV Thun, nach ihrem Comeback für den ST Bern.

## Erfolge
- 2006: Schweizer U18-Meisterin
- 2007: Schweizer Meisterin; 3. Rang Junioreneuropameisterschaften; 1. Rang Zweitliga-Europacup
- 2010: Schweizer Meisterin; Final Europameisterschaften
- 2011: Schweizer Meisterin; 4. Rang U23-Europameisterschaften; 17. Rang Weltmeisterschaften

## Persönliche Bestleistung
- Stabhochsprung: 4,45 m, 5. August 2011 in Basel, Schweizer U23-Rekord
  - Stabhochsprung: 4,30 m, 14. Juli 2007 in Freiburg, Schweizer Juniorinnenrekord